# Confirmació ortodoxa
La confirmació ortodoxa o crismació és un sagrament propi de l'Església Ortodoxa i altres ritus orientals que consisteix en un ritual per refermar la fe adquirida amb el baptisme que se sol celebrar quan el creient pot raonar la seva adscripció voluntària als dogmes religiosos o bé immediatament després del bateig, en funció de l'església. Pot repetir-se en cas d'apostasia o desviació de la pràctica, quan el fidel sent que ha de tornar a afirmar públicament les seves creences. El moment més important del sagrament és una unció de la persona amb una barreja que conté oli i fins a quaranta substàncies diferents que simbolitzen la continuïtat de les mans de Jesús sobre els deixebles quan els va ungir i rentar els peus. Es tracta d'un sagrament anàleg a la confirmació catòlica.